# Sidney Pressey

Sidney Leavitt Pressey (Brooklyn, New York, December 28, 1888 – July 1, 1979) a fost profesor de psihologie la Universitatea de Stat din Ohio. A devenit celebru pentru că a inventat mașina de învățat.

## Teorie
De numele lui S.L.Pressey se leagă prima încercare de a „transfera"  psihologia în practica școlară. 
Gânditorul Pressey pornise de la înțelegerea profundă a vremii lui. El vorbise de the comming industrial revolution (venirea revoluției industriale) încă în anii '20 și a scris chiar un studiu, în 1932, pe tema contribuției învățământului la această revoluție industrială, care devenise o evidență și pentru „lumea școlii". El vedea această revoluție industrială în educație ca o prelungire a revoluției tehnice, dar și ca un sprijin al acesteia.
Suntem încă departe de „ciclul intelectual" al dezvoltării industriei, dar cel „urban" își făcuse debutul și el era baza exploziei industriale din SUA. Este semnificativ și faptul că  în anii '20, își face apariția-și tot în SUA-psihologia socială experimentală, sub forma cercetărilor pe grupurile de muncă industriale, legate de numele lui E.Mayo. 
„Ciclul urban" al dezvoltării industriei aducea cu sine nevoia de masificare a instruirii și de refacere a grupurilor umane tradiționale în context industrial. În aceste condiții, două idei vor fi dominante pentru Pressey: masificarea instruirii prin tehnica „mașinilor de învățare" și construirea acestora pe baze psihologice. Prima idee ține de nevoile dezvoltării industriei, a doua de posibilitățile psihologiei de a oferi conținutul metodologic al solicitărilor.